# Downless
Downless est un groupe de punk rock mélodique suisse, originaire de Sion, dans le Valais.

## Biographie
Downless est formé en 2002 en Suisse en tant que trio de punk rock. Après une démo quatre titres enregistrée en 2004, le groupe sort son 1er album Ultimate Entertainment sous le label Red Eyes Production en 2007. Cet album marque l'arrivée dans le groupe de Fifi à la deuxième guitare. La sortie de l'album débouche sur une tournée des clubs nationaux, une participation à la tournée Etnies Fast Forward Tour et à la tournée Eleven Destinations Tour. En juillet 2007, ils participent au fameux Paléo Festival,. Durant cette période, le groupe est régulièrement accompagné d'un trompettiste sur scène. Ces dates leur permettent de côtoyer sur scène des groupes comme Uncommonmenfrommars, No Use for a Name, et bien d'autres.
Le groupe participe à plusieurs compilations, notamment pour les marques Atticus et Etnies, ainsi qu'à une compilation de soutien aux artistes du Burkina Faso. En été 2009, le quatuor part enregistrer son 2e album en Suède, à Örebro, dans les Soundlab Studios avec Dino Medanhodzic qui a travaillé avec Millencolin, Carnal Forge et de nombreux autres groupes. En novembre 2009, Downless reprend les concerts. Cela débute par une tournée en Slovaquie d'une dizaine de dates qui démarre le 16 novembre. À cette occasion, une édition limitée du nouvel album Standing Up Again est produite. À la suite du départ de Big Z, Downless fait ensuite une pause et en 2011, Simon rejoint le groupe comme nouveau bassiste.
À la fin 2012, Downless signe chez le label suisse SumsRecords. Au début de 2013, le groupe reprend les concerts. L'album Standing Up Again est sorti le 9 mars 2013.

## Membres
- Bic (Gonçalo Bico) - chant, guitare
- Dimil (Émilien Bertholet) - batterie
- Fifi (Stéphane Moll) - guitare, chant
- Golden Grahams (Simon Vuignier) - basse

## Discographie

### Albums studio
- 2007 : Ultimate Entertainment
- 2013 : Standing Up Again

### EP
- 2004 : Flip Flap

### Compilations
- 2007 : Musipartage
- 2008 : Etnies Fast Forward Tours '08
- 2008 : Atticus Fast Forward Tours 2008 - 2e vol.
- 2008 : Kompil' Trok 2008/2